# Chausseterre
Chausseterre település Franciaországban, Loire megyében. Lakosainak száma 213 fő (2022. január 1.). Chausseterre Saint-Just-en-Chevalet, Saint-Priest-la-Prugne, Saint-Romain-d’Urfé, Les Salles és Arconsat községekkel határos.

## Népesség
A település népességének változása:
| Lakosok száma | 366  | 314  | 277  | 256  | 241  | 238  | 224  | 218  | 214  | 213  |
|               | 1968 | 1982 | 1990 | 2006 | 2013 | 2015 | 2017 | 2019 | 2020 | 2022 |